# Ktaoua
Ktaoua ou Ktawa est une zone rurale du sud-est du Maroc, située dans la province de Zagora, dans la région du Drâa-Tafilalet. Son chef-lieu, Tagounite, se situe à la pointe occidentale de cette région. Depuis le décret de 2010, le caïdat de Tagounite a été divisé en deux communes rurales, Tagounite et Ktaoua.
Ktaoua regroupe de nombreux ksour. La majorité de ses habitants sont des agriculteurs. Malgré les sécheresses successives qui sévissent dans les provinces du sud du Maroc depuis les années 1970, Ktaoua produit une quantité importante de dattes.

## Géographie
La Ktaoua est une plaine entièrement entourée par des montagnes : le djebel Anagam au nord, le djebel Beni Slimane à l'ouest et au sud. Cette région est traversée du nord au sud par l'Oued Drâa, un des plus longs fleuves du Maghreb.

## Ksour et Kasbahs
La plus grande ville de la Ktaoua est Tagounite. De nombreux villages et lieux-dits se répartissent du nord au sud de la manière suivante :
- Ksar Beni Semguine (pointe nord)
- Ksar Takchourte
- Ait Gazou
- Ait Aissa oua Ibrahim
- Ait Zemrou
- Ta'Chate
- Kasbah Nani
- Ksar Beni Skouken
- Ksar Nasrate
- Zaouia Sidi Yahya
- Adouafil
- Ksar Kenzata
- Kasbat Ramla
- Lblida
- Talate
- Beni Hayoun
- Beni M'Hamed
- Tabourit
- Beni Sbih
- Gourguir
- Zaouite Al Kodya
- Ksar des Ansars
- Ksar El Kebir
- Zaouia Sidi Saleh
- Ksar Tirraf (pointe sud)
- Kasibat Ait Khridi
- Ouled Youssef
- O'Hyat